# André Rieu

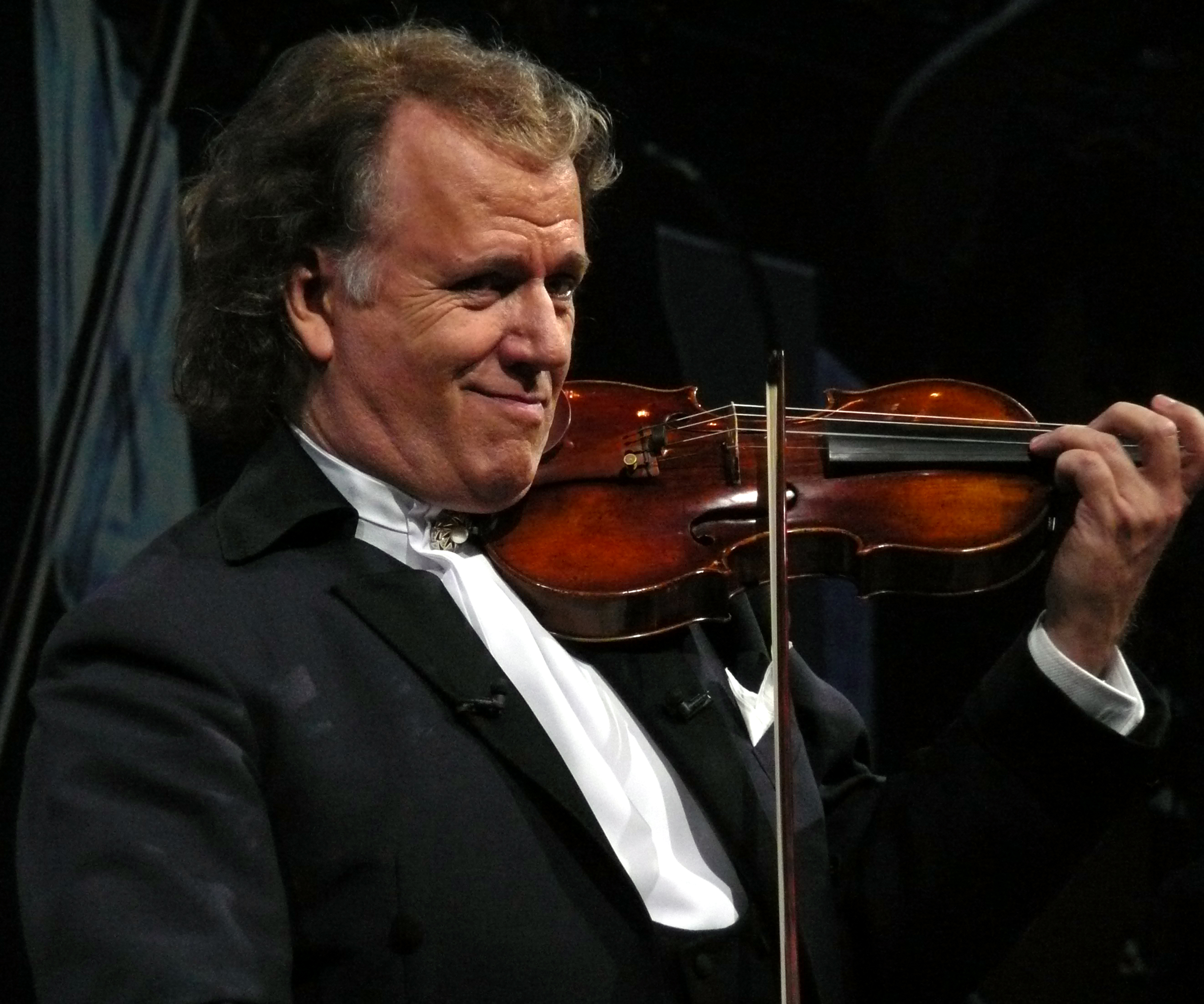
André Rieu bei seinem Kölner Konzert am 2. Januar 2010

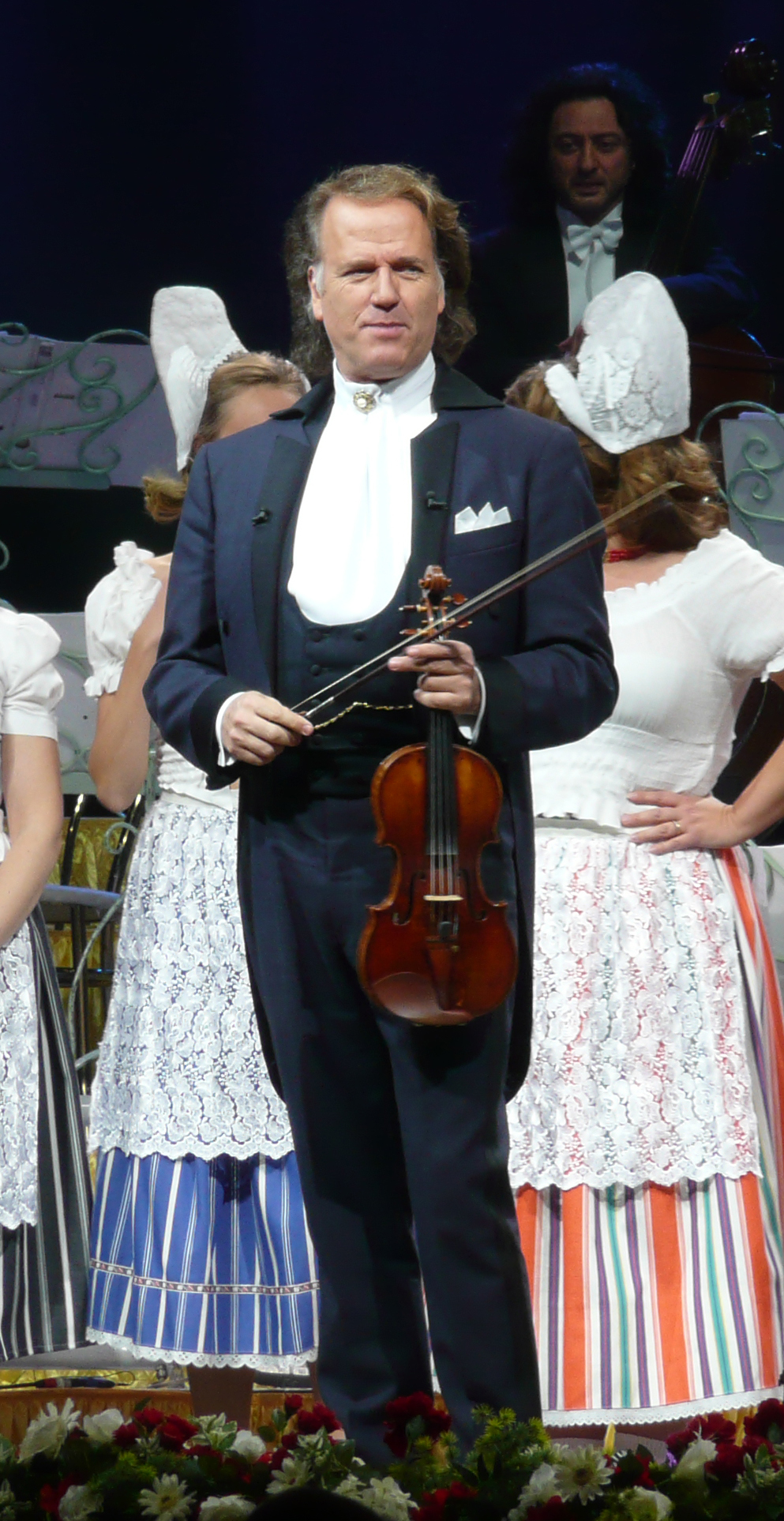
André Rieu bei seinem Düsseldorfer Konzert am 10. Januar 2009

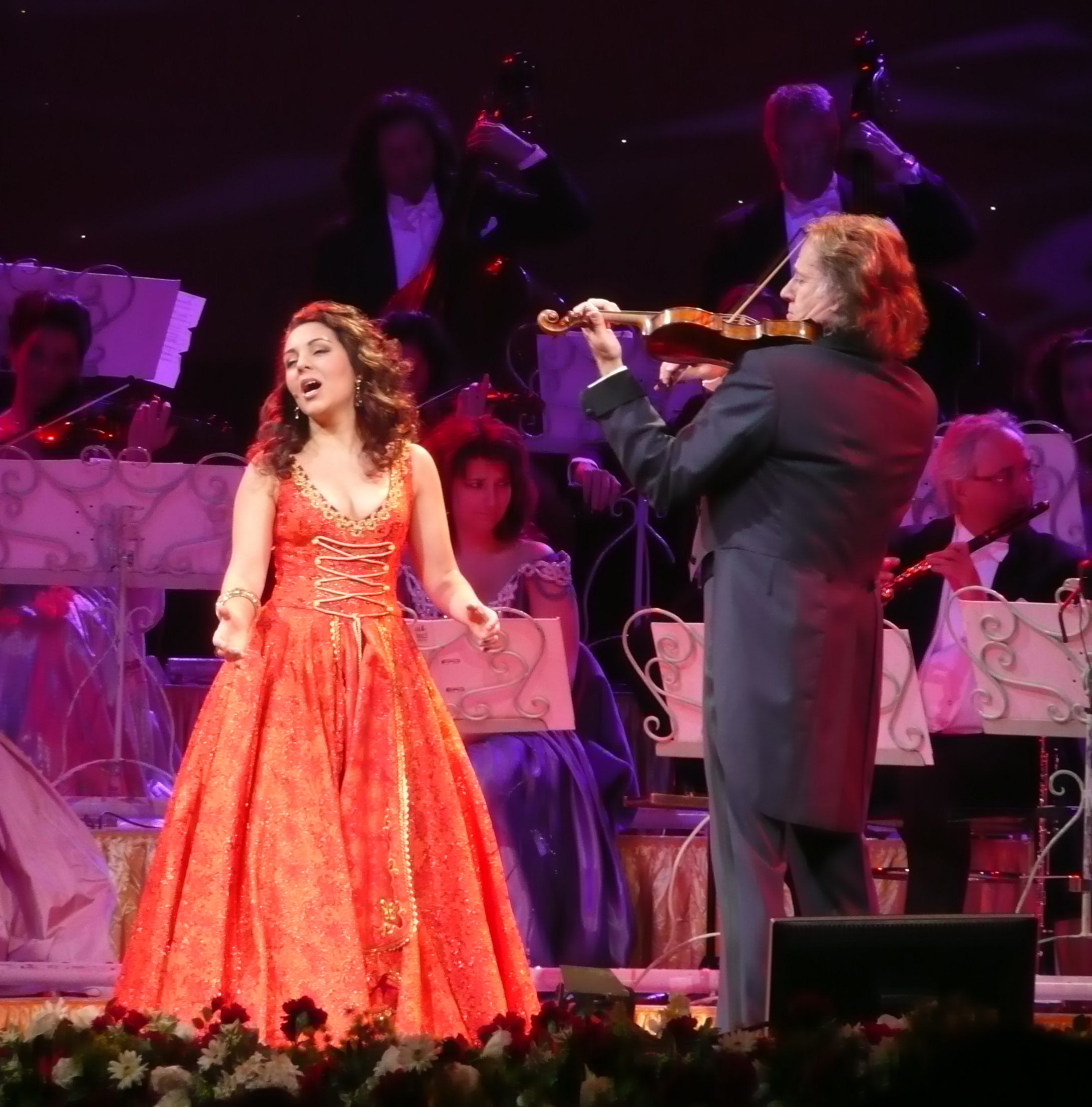
Sopranistin Carmen Monarcha und André Rieu (2009)

Der Vrijthof Platz in Maastricht während der jährlichen Konzertserie in seiner Heimatstadt (2018)

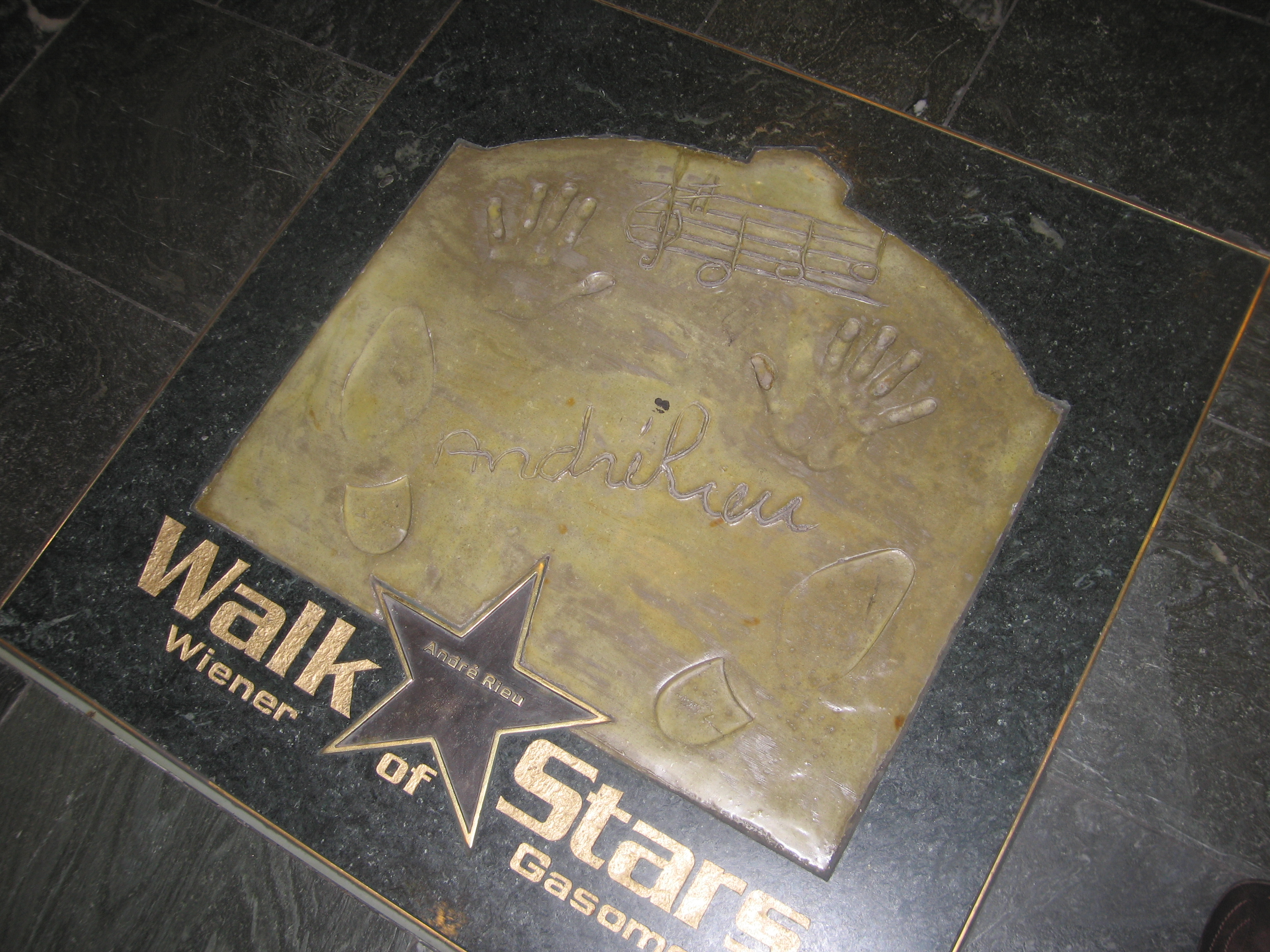
Fuß- und Handabdrücke von André Rieu für den Walk of Stars im Wiener Gasometer

André Léon Marie Nicolas Rieu (* 1. Oktober 1949 in Maastricht) ist ein niederländischer Violinist, Orchesterleiter, Arrangeur und Musikproduzent.

## Leben
Rieu stammt aus einer Musikerfamilie und wuchs mit klassischer Musik auf. Sein Vater André Rieu sen. (1917–1992) war Chefdirigent des Limburgs Symfonie Orkest LSO, in dem André jun. bis 1989 als Geiger spielte. Ersten Violinunterricht hatte er mit fünf Jahren, später studierte er an den Konservatorien von Lüttich und Maastricht sowie bei dem ungarischen Violinisten André Gertler in Brüssel; er nahm an Kursen bei Herman Krebbers teil.
Seine Hinwendung zur Salonmusik begann 1978 mit seinem Musikensemble „Het Maastrichts Salon Orkest“, mit dem er sich vor allem in den Niederlanden und im deutsch-belgischen Grenzraum einige Bekanntheit erwarb. Einige seiner damaligen Weggenossen waren noch lange in seinem Ensemble. Aus dieser Zeit stammen seine ersten Schallplattenaufnahmen.
Seit Mitte der 1990er Jahre reist Rieu mit seinem „Johann-Strauß-Orchester“ (ca. 60 Musiker) um den Globus. Rieu spielt auf einer Violine von Antonio Stradivari, früher auf einer Guarnerius-Kopie von Jean-Baptiste Vuillaume. Seine Tourneen durch Deutschland verdankt er Auftritten bei Karl Moik im Musikantenstadl, mit dem er eng befreundet war. Neben den Konzerten auf Tourneen produziert Rieu in der Regel Specials mit verschiedenen Popgrößen, welche im Fernsehen zu sehen oder auf DVD erhältlich sind. Seine Ensembles bestehen aus Solisten und Sängern.
2009 trat Rieu neben seinen üblichen Konzerten in großen Hallen bei seiner „World Stadium Tour“ weltweit auch in Stadien auf. Hierzu benutzt er eine Kulisse des Schlosses Schönbrunn in annähernd Originalgröße für das Orchester und Schaueinlagen, wobei alles auf Großbildleinwände übertragen wird. Es trat dabei das Ballett der Wiener Staatsoper und Wiener Volksoper auf. Fester Bestandteil der Konzerte sind zudem Auftritte verschiedener Gastkünstler, etwa der Platin-Tenöre, der Berlin Comedian Harmonists oder der Sopranistinnen Carmen Monarcha und Mirusia Louwerse.
Seit 2005 veranstaltet André Rieu zusammen mit wechselnden Gastkünstlern auf dem zentralen Vrijthof in seiner Heimatstadt Maastricht sommerliche Freiluftkonzerte. Von ursprünglich drei Terminen ist die Veranstaltung auf inzwischen 12 Termine jährlich angewachsen, wobei an jedem der Abende im Juli 12 000 Besucher das Event besuchen.
Rieu spielt mit seinem Orchester klassische Stücke in populärem Arrangement und will durch Präsentation und Showeffekte ein möglichst breites Publikum erreichen. Ergänzt wird das klassische Repertoire durch Orchesterversionen von Schlagern und Popsongs wie dem „Chianti-Lied“, das er ohne Dissonanzen spielt. Er setzt neben Beleuchtungseffekten auch Technik zur Tonverstärkung und Färbung ein. Die der Ernsten Musik zugewandten Kritiker halten seine Produktionen für musikalisch oberflächlich, da Rieu bekannte Melodien der klassischen Musik nutze, um sie gefällig zu präsentieren.
Auffallend an seinen Auftritten ist, dass er als Dirigent des „Johann-Strauß-Orchesters“ selbst immer mit seiner Geige mitspielt und überwiegend zum Publikum bzw. zu den Fernsehkameras gewandt auftritt und so das Orchester gar nicht im eigentlichen Sinne dirigiert. Auch Johann Strauss Sohn trat zu seiner Zeit schon als Stehgeiger auf.
André Rieu ist verheiratet. Er und seine Frau Marjorie, die er während seines Studiums 1975 heiratete, haben zwei Söhne, Marc (* 1978) und Pierre (* 1981).
Er ist Pate der Björn-Steiger-Stiftung für das Projekt „Retten macht Schule“. Zudem engagiert er sich für Patienten mit der seltenen genetischen Lichtunverträglichkeit Erythropoetische Protoporphyrie.

## Unternehmen
Sein Unternehmen besitzt ein Tonstudio in Maastricht. Es beschäftigt 120 feste und viele freie Mitarbeiter und Sub-Unternehmer. Die Auftritte während der Tourneen finden im Tagesrhythmus statt. Ein eigenes Transport- und Versorgungssystem mit redundantem Gerätepark, Bühnenbau, Beleuchtern und Toningenieuren und eigene Verpflegung durch mehrere Köche, einschließlich eines mitreisenden Arztes ermöglichen die gedrängte Abfolge. Die Musikinstrumente und Bühnenaufbauten sind dreifach vorhanden, um Transportzeiten und Verzögerungen zu überbrücken, ebenso ist die Kulisse des Schlosses Schönbrunn in dreifacher Ausfertigung vorhanden. Seine Frau und sein Sohn Pierre (verantwortlich für die Bühnenaufbauten) sind in das Unternehmen eingebunden. Regie bei seinen Produktionen führte Pit Weyrich, ab 2010 Lida Volleberg Huver, eine belgische Regisseurin aus Lüttich.
Anfang des Jahres 2009 wurde bekannt, dass die Holding von Rieu Productions trotz Rekorden beim Ticketverkauf hoch verschuldet war und Instrumente und Bühnenausrüstungen der Gläubigerin Rabobank als Garantie dienen. Die Verschuldung war bereits ein Jahr später überwunden.
Mit 554.242 verkauften Tickets und einem Umsatz von 57,4 Millionen US-Dollar im ersten Halbjahr 2009 stand André Rieu auf Platz 4 der Hitliste der bestverkauften Konzerttourneen in dem Zeitraum.

## Diskografie
Studioalben

| Jahr | Titel Interpretation                                                                            | Höchstplatzierung, Gesamtwochen, AuszeichnungChartplatzierungen (Jahr, Titel, Interpretation, Platzierungen, Wochen, Auszeichnungen, Anmerkungen) | Höchstplatzierung, Gesamtwochen, AuszeichnungChartplatzierungen (Jahr, Titel, Interpretation, Platzierungen, Wochen, Auszeichnungen, Anmerkungen) | Höchstplatzierung, Gesamtwochen, AuszeichnungChartplatzierungen (Jahr, Titel, Interpretation, Platzierungen, Wochen, Auszeichnungen, Anmerkungen) | Höchstplatzierung, Gesamtwochen, AuszeichnungChartplatzierungen (Jahr, Titel, Interpretation, Platzierungen, Wochen, Auszeichnungen, Anmerkungen) | Höchstplatzierung, Gesamtwochen, AuszeichnungChartplatzierungen (Jahr, Titel, Interpretation, Platzierungen, Wochen, Auszeichnungen, Anmerkungen) | Anmerkungen                                               |
| Jahr | Titel Interpretation                                                                            | DE | AT | CH | UK | NL | Anmerkungen                                               |
| ---- | ----------------------------------------------------------------------------------------------- | --- | --- | --- | --- | --- | --------------------------------------------------------- |
| 1989 | Hieringe Biete / Gala Evening Maastrichts Salon Orkest o.l.v. André Rieu                        | — | — | — | — | NL22 (7 Wo.)NL | Charteinstieg NL: 1992                                    |
| 1989 | Strauß Gala Andre Rieu & Johann Strauß Orchestra                                                | DE63 (17 Wo.)DE | — | — | — | NL9 Gold · (30 Wo.)NL | Charteinstieg NL: 1995 in Deutschland 1997 veröffentlicht |
| 1991 | Vrijthof Concert Maastrichts Salon Orkest o.l.v. André Rieu                                     | — | — | — | — | NL71 (5 Wo.)NL | Charteinstieg NL: 1995                                    |
| 1992 | D’n blauwen aovond                                                                              | — | — | — | — | NL16 (10 Wo.)NL | Charteinstieg NL: 1995                                    |
| 1994 | Strauß & Co.                                                                                    | DE4 Platin · (103 Wo.)DE | — | CH20 Platin · (2 Wo.)CH | — | NL1 ×7Siebenfachplatin · (88 Wo.)NL | auch als VHS erhältlich                                   |
| 1995 | Wiener Melange                                                                                  | DE19 Platin · (70 Wo.)DE | — | CH— GoldCH | — | NL1 ×2Doppelplatin · (44 Wo.)NL | auch als VHS erhältlich                                   |
| 1996 | André Rieu in Concert                                                                           | DE20 Platin · (66 Wo.)DE | — | — | — | NL5 Platin · (20 Wo.)NL |                                                           |
| 1998 | Romantic Moments                                                                                | DE6 Platin · (36 Wo.)DE | AT44 (5 Wo.)AT | CH17 Platin · (16 Wo.)CH | — | NL19 Gold · (18 Wo.)NL | auch als DVD und VHS erhältlich                           |
| 1999 | 100 Jahre Strauss                                                                               | DE3 Gold · (29 Wo.)DE | AT6 Gold · (12 Wo.)AT | CH3 Gold · (10 Wo.)CH | — | NL13 (23 Wo.)NL | auch als DVD und VHS erhältlich                           |
| 1999 | Fiesta! / Das Jahrtausendfest / Celebration!                                                    | DE3 Platin · (30 Wo.)DE | AT30 (3 Wo.)AT | CH8 Platin · (21 Wo.)CH | UK51 (3 Wo.)UK | NL9 Gold · (22 Wo.)NL | auch als VHS erhältlich                                   |
| 2000 | La vie est belle / Celebration                                                                  | DE6 Platin · (23 Wo.)DE | AT15 (10 Wo.)AT | CH12 Gold · (23 Wo.)CH | — | NL15 Gold · (19 Wo.)NL | auch als DVD und VHS erhältlich                           |
| 2001 | Musik zum Träumen / Dreaming / Dromen                                                           | DE7 Platin · (16 Wo.)DE | AT26 (12 Wo.)AT | CH13 Gold · (12 Wo.)CH | UK94 Silber · (1 Wo.)UK | NL8 Gold · (23 Wo.)NL | auch als DVD und VHS erhältlich                           |
| 2002 | Tour d’amour / Walzertraum                                                                      | DE8 Gold · (17 Wo.)DE | AT12 (20 Wo.)AT | CH35 Gold · (11 Wo.)CH | — | NL11 Gold · (21 Wo.)NL | auch als DVD und VHS erhältlich                           |
| 2003 | Romantic Paradise                                                                               | DE6 Gold · (19 Wo.)DE | AT12 (20 Wo.)AT | CH24 (16 Wo.)CH | — | NL10 (20 Wo.)NL | auch als Limited Edition und als DVD erhältlich           |
| 2005 | Aus meinem Herzen / Songs from My Heart                                                         | DE26 (17 Wo.)DE | AT43 (5 Wo.)AT | CH56 (12 Wo.)CH | — | NL33 (22 Wo.)NL | auch als Limited Edition und als DVD erhältlich           |
| 2006 | New York Memories                                                                               | DE13 (14 Wo.)DE | AT44 (4 Wo.)AT | CH51 (10 Wo.)CH | — | NL24 (24 Wo.)NL | auch als DVD erhältlich                                   |
| 2007 | Im Wunderland / In Wonderland                                                                   | DE14 (12 Wo.)DE | — | CH62 (4 Wo.)CH | — | NL29 (11 Wo.)NL | auch als DVD erhältlich                                   |
| 2008 | Ich tanze mit dir in den Himmel hinein / Dancing Through the Skies / Passionnément              | DE50 (11 Wo.)DE | — | — | — | NL99 (1 Wo.)NL | auch als DVD erhältlich                                   |
| 2009 | Ich hab mein Herz in Heidelberg verloren / You’ll Never Walk Alone                              | DE68 (6 Wo.)DE | — | — | — | NL80 (2 Wo.)NL | auch als DVD erhältlich                                   |
| 2010 | Rosen aus dem Süden / You Raise Me Up – Songs for Mum                                           | DE78 (5 Wo.)DE | — | — | UK38 Silber · (3 Wo.)UK | — |                                                           |
| 2010 | Always & Forever André Rieu & Mirusia Louwerse                                                  | — | — | — | — | NL34 (25 Wo.)NL | Erstveröffentlichung: 8. Oktober 2010                     |
| 2011 | Wiener Festwalzer / And the Waltz Goes On André Rieu & His Johann Strauß Orchestra              | — | AT74 (1 Wo.)AT | — | UK7 Gold · (13 Wo.)UK | NL63 (7 Wo.)NL | Erstveröffentlichung: 30. September 2011                  |
| 2012 | 25 Jahre Johann Strauß Orchester / Magic of the Movies André Rieu & His Johann Strauß Orchestra | DE31 (3 Wo.)DE | — | — | UK2 Platin · (28 Wo.)UK | — | Erstveröffentlichung: 2. Oktober 2012                     |
| 2013 | In Love with Maastricht                                                                         | — | — | — | UK53 (5 Wo.)UK | — | Erstveröffentlichung: 4. März 2013                        |
| 2013 | Rieu Royale                                                                                     | — | — | — | UK40 Silber · (16 Wo.)UK | NL3 Gold · (17 Wo.)NL | Erstveröffentlichung: 5. April 2013                       |
| 2013 | André Rieu Celebrates Abba / Music of the Night                                                 | DE42 (9 Wo.)DE | AT32 (4 Wo.)AT | CH67 (7 Wo.)CH | UK4 Gold · (12 Wo.)UK | NL24 (11 Wo.)NL | Erstveröffentlichung: 25. Oktober 2013                    |
| 2014 | Magic of the Musicals                                                                           | — | — | — | UK42 (5 Wo.)UK | NL35 (5 Wo.)NL | Erstveröffentlichung: 18. April 2014                      |
| 2014 | Love in Venice / Eine Nacht in Venedig                                                          | DE50 (4 Wo.)DE | — | CH98 (1 Wo.)CH | UK4 Gold · (16 Wo.)UK | NL15 (11 Wo.)NL | Erstveröffentlichung: 4. November 2014                    |
| 2015 | Magic of the Violin André Rieu & His Johann Strauß Orchestra                                    | — | — | — | UK36 (7 Wo.)UK | — | Erstveröffentlichung: 10. April 2015                      |
| 2015 | Roman Holiday / Arrivederci Roma André Rieu & His Johann Strauß Orchestra                       | — | — | — | UK8 Gold · (10 Wo.)UK | NL43 (6 Wo.)NL | Erstveröffentlichung: 13. November 2015                   |
| 2016 | Magic of the Waltz                                                                              | — | — | — | UK19 (5 Wo.)UK | — | Erstveröffentlichung: 15. April 2016                      |
| 2016 | Falling in Love                                                                                 | — | — | — | UK7 (14 Wo.)UK | — |                                                           |
| 2017 | Amore                                                                                           | — | — | CH82 (3 Wo.)CH | UK7 Gold · (12 Wo.)UK | NL72 (1 Wo.)NL | Erstveröffentlichung: 17. November 2017                   |
| 2018 | Romantic Moments II                                                                             | — | — | — | UK22 Silber · (7 Wo.)UK | NL6 (4 Wo.)NL | Erstveröffentlichung: 7. Dezember 2018                    |
| 2019 | Happy Days André Rieu & His Johann Strauß Orchestra                                             | DE60 (1 Wo.)DE | — | CH82 (1 Wo.)CH | UK6 Gold · (9 Wo.)UK | NL26 (2 Wo.)NL | Erstveröffentlichung: 22. November 2019                   |
| 2021 | Happy Together André Rieu & His Johann Strauß Orchestra                                         | DE63 (1 Wo.)DE | — | CH71 (1 Wo.)CH | UK5 Silber · (6 Wo.)UK | NL28 (4 Wo.)NL | Erstveröffentlichung: 19. November 2021                   |
| 2023 | Jewels of Romance André Rieu & His Johann Strauß Orchestra                                      | — | — | — | UK8 (6 Wo.)UK | — | Erstveröffentlichung: 17. November 2023                   |
| 2024 | The Sound of Heaven                                                                             | — | — | — | UK29 (3 Wo.)UK | NL51 (1 Wo.)NL | Erstveröffentlichung: 6. Dezember 2024                    |

## Künstlerauszeichnungen

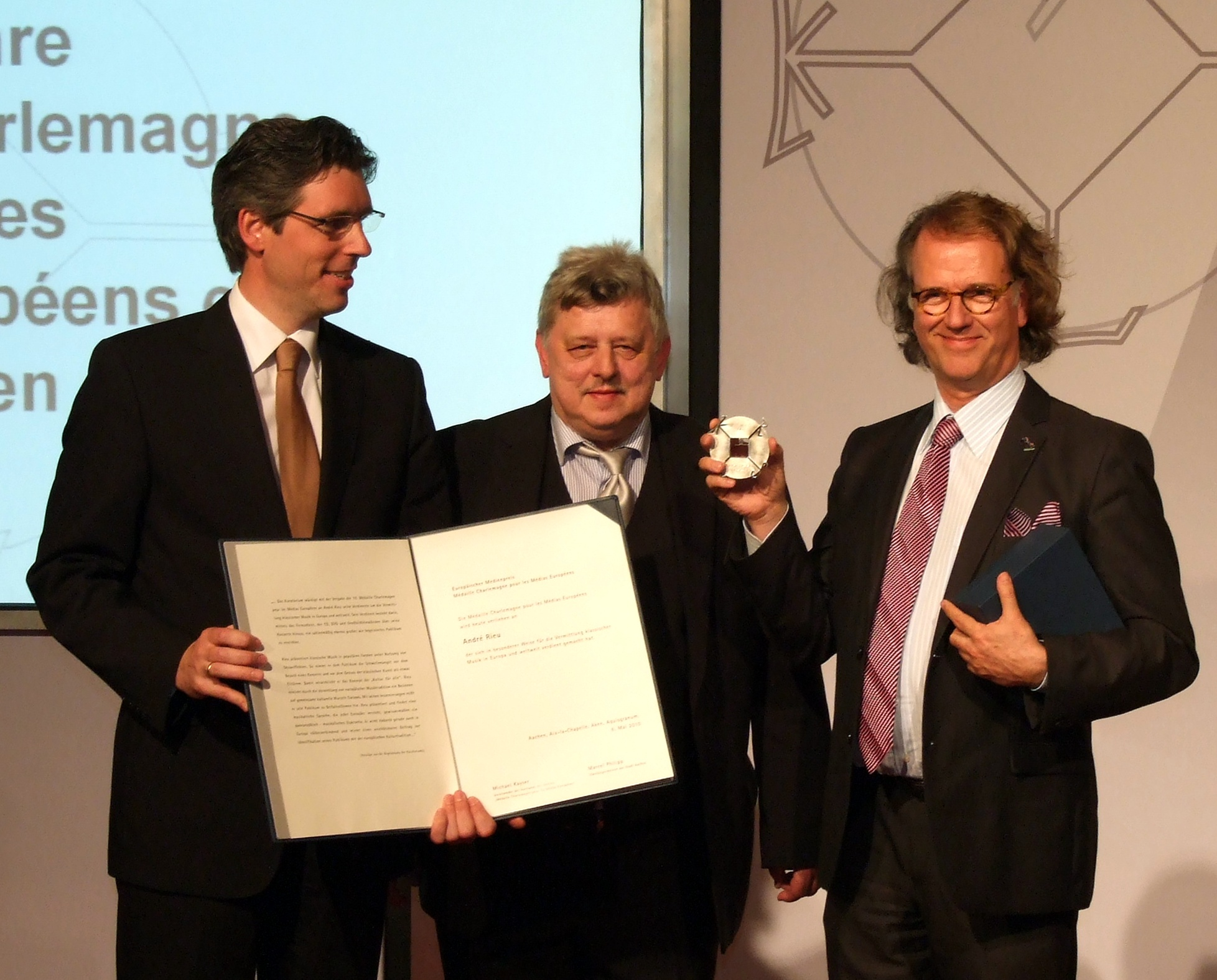
Rieu mit der Karlsmedaille 2010

- Goldene Stimmgabel 1998, 2003, 2005
- Ordre des Arts et des Lettres 2009
- Karlsmedaille für europäische Medien 2010
- Goldenes Ehrenzeichen für Verdienste um die Republik Österreich 2011
- Munich Olympic Walk of Stars 2004
- Goldene Henne für Musik 2001
- Ernennung zum Ordensritter des Orden vom Niederländischen Löwen 2002
- Smago! Award für „Walzerkönig – Der Superstar der populären Klassik“[12]